# كنال+ دراما
كانت كنال+ دراما قناة تلفزيونية إسكندنافية مدفوعة تعرض أفلامًا درامية ومسلسلات تلفزيونية. كانت القناة تُتسمى سابقًا باسم Canal + Mix . تم استبدالها بـ C More Emotion .